# Camburg
Camburg è una frazione della città tedesca di Dornburg-Camburg,, ex comune, nel Land della Turingia.

## Storia
Il 1º dicembre 2008 la città di Camburg venne fusa con la città di Dornburg/Saale e con il comune di Dorndorf-Steudnitz, formando la nuova città di Dornburg-Camburg.